# Meng Ran
Meng Ran (chinesisch 孟然, Pinyin Meng Ran; * 17. November 1992) ist eine ehemalige chinesische Tennisspielerin.

## Karriere
Meng spielte hauptsächlich Turniere auf der ITF Women’s World Tennis Tour, wo sie aber keinen Titel gewinnen konnte.
2013 erreichte sie bei der Sommer-Universiade mit ihrer Partnerin Yang Yi im Doppel das Viertelfinale.
2017 stand sie im März mit ihrer Partnerin Li Yuenu im Doppelfinale des ITF-Turniers in Scharm asch-Schaich, das die beiden mit 6:2, 4:6 und [5:10] gegen Anna Morgina und Tereza Mihalíková verloren. Im September erhielt sie eine Wildcard für die Qualifikation zum Hauptfeld im Dameneinzel der Dalian Women’s Tennis Open, ihrem ersten Turnier der WTA Challenger Series. Sie verlor ihr Auftaktmatch gegen Erika Sema mit 3:6 und 0:6. Im Doppel verlor sie mit Partnerin Zang Jiaxue mit 1:6 und 3:6 in der ersten Runde gegen die Paarung Guo Hanyu und Ye Qiuyu.